# Triplophyllum dicksonioides
Triplophyllum dicksonioides är en ormbunkeart som först beskrevs av Fée, och fick sitt nu gällande namn av Holtt. Triplophyllum dicksonioides ingår i släktet Triplophyllum och familjen Tectariaceae. Inga underarter finns listade.